# La principessa Tam Tam
La principessa Tam Tam (Princesse Tam Tam) è un film del 1935 diretto da Edmond T. Gréville.
Joséphine Baker, protagonista del film, interpreta il ruolo di una giovane tunisina che viene introdotta nella buona società parigina. Nel film canta due due canzoni. Il film, scritto dal suo compagno e mentore Giuseppe Abatino, s'ispira alla storia di Pigmalione e Galatea.

## Trama
Max de Mirecourt, un famoso scrittore stanco delle scappatelle della moglie, parte per un viaggio in Tunisia in cerca di ispirazione. Lì incontra la bellissima Aouïna, la cui personalità lo incuriosisce a tal punto che decide di farne la protagonista del suo prossimo romanzo, intitolato Civilization. Dopo aver introdotto la giovane alle buone maniere, la porta a Parigi, presentandola come la "Principessa Tam Tam", proveniente dall'India. Uno stratagemma costruito per far ingelosire la moglie Lucie, perché a conoscenza della sua relazione con il Maharaja di Datane.
Di fronte alla vita parigina, Aouïna ha reazioni sorprendenti che la rendono la nota in tutta Parigi. Lucie e Max finiscono per innamorarsi di nuovo mentre Aouïna torna in Tunisia dopo aver confessato la sua vera identità al Maharaja.

## Distribuzione
La pellicola è stata distribuita nelle sale cinematografiche francesi a partire dal 2 novembre 1935.